# Morna
A morna é um género musical e de dança de Cabo Verde proclamado Património Cultural Imaterial da Humanidade pela UNESCO a 11 de dezembro de 2019. Tradicionalmente tocada com instrumentos acústicos, a morna reflecte a realidade insular do povo de Cabo Verde, o romantismo intoxicante dos seus trovadores e o amor à terra (ter de partir e querer ficar).
Nos últimos anos, a morna foi levada a ser conhecida internacionalmente por vários artistas, nomeadamente em França e nos Estados Unidos, sendo a mais famosa Cesária Évora. O timbre da voz desta diva conquistou e alargou o público da morna, de Cabo Verde até o Olympia, passando pelo Carnegie Hall, pelo Hollywood Bowl e pelo Canecão.
A morna é o género musical que mais identifica o povo cabo-verdiano. Trata-se verdadeiramente de um símbolo nacional, do mesmo modo que o tango é para a Argentina, a rumba para Cuba, o samba para o Brasil, o fado para Portugal, etc. Alguns géneros musicais de Cabo Verde podem ser mais ou menos apreciados pelos nativos conforme a idade do ouvinte, a época, a ilha de origem, o gosto pessoal, mas a morna é o único género que consegue ser largamente transversal a todos os grupos etários, cronologicamente, geograficamente, etc.
É também o único género que sempre gozou de mais prestígio e de um carácter mais «nobre» em Cabo Verde.

## Como género musical

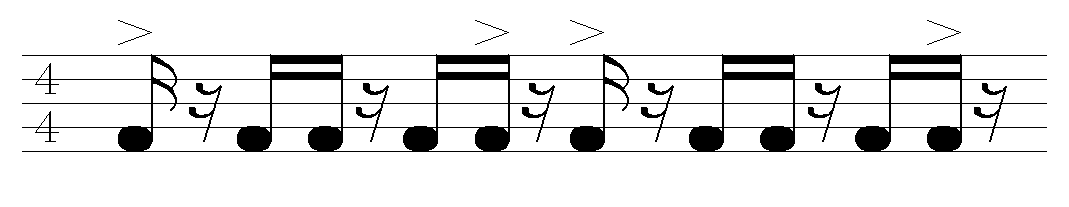
Modelo rítmico da morna, ± 60 bpm.

Como género musical, a morna caracteriza-se por ter um andamento lento, um compasso binário (às vezes quaternário), e, na sua forma mais tradicional, ter uma estrutura harmónica baseada no ciclo de quintas, enquanto que a estrutura poética se organiza em estrofes que vão alternando com um refrão. A morna é quase sempre monotónica, ou seja, composta apenas numa tonalidade. Composições que utilizam mais do que uma tonalidade são raras, e geralmente trata-se de passagens de uma tonalidade menor para maior, ou vice-versa.

### Estrutura harmónica
Conforme foi dito anteriormente, na sua forma mais tradicional a morna obedece a um ciclo de quintas. A progressão harmónica começa num acorde (a tónica) de uma determinada tonalidade, o segundo acorde é a quinta inferior (a subdominante), o terceiro acorde é o mesmo que o primeiro, e por fim o quarto acorde é a quinta superior (a sétima da dominante). Popularmente, esses acordes — tónica, sétima da dominante, subdominante — têm em Cabo Verde os nomes de «primeira», «segunda» e «terceira» da tonalidade em questão. Por exemplo, se a música estiver a ser interpretada na tonalidade de Lá menor, o acorde de Lá m tem o nome de «primeira de Lá menor», o acorde de Mi 7 tem o nome de «segunda de Lá menor» e o acorde de Ré m tem o nome de «terceira de Lá menor».
Note-se, no entanto, que esta estrutura corresponde à forma mais básica e mais primária da sequência harmónica da morna. Primeiro, essa estrutura foi posteriormente enriquecida com os chamados acordes de passagem (ver mais adiante secção História). Segundo, esta estrutura não é de modo algum obrigatória. Muitos compositores (sobretudo compositores mais recentes) empregam sequências de acordes diferentes.

### Estrutura melódica
A linha melódica da morna varia muito ao longo da composição, com sequências de notas ascendentes e descendentes, e num compasso, as figuras geralmente não são iguais. Uma característica frequente na melodia da morna é o uso da síncope, mais precisamente, uma nota no fim de um compasso é prolongada para o tempo forte do compasso seguinte. Ritmicamente, a melodia é acentuada no primeiro tempo e no último meio-tempo do compasso.
A melodia está estruturada em versos, que por sua vez se organizam em estrofes. As estrofes principais alternam com uma estrofe-refrão, e essa alternância pode apresentar vários modelos: ABABAB…, ABCBABCB…, ACBACB…, AABCCB…, etc. A melodia do refrão nunca é igual à melodia das outras estrofes.

### Temática
A temática da morna é variada, mas há certos temas que são usados com maior frequência. Para além de temas universais, como o amor, por exemplo, são também abordados temas próprios da realidade cabo-verdiana, como a partida para o estrangeiro, o regresso, a saudade, o amor à pátria, o mar, etc. Um dos grandes responsáveis pela temática da morna foi o poeta/compositor Eugénio Tavares, que introduziu no início do séc. XX o lirismo e a exploração de sentimentos, típicos do romantismo, lirismo esse que perdura até os dias de hoje na morna.

### Instrumentação
O instrumento por excelência para acompanhar a morna é a guitarra, chamada popularmente de «violão» em Cabo Verde. Na sua forma mais simples um violão é suficiente para fornecer um acompanhamento para outro instrumento solista, que pode ser outro violão, um violino (chamado popularmente de «rabeca» em Cabo Verde), a voz do cantor, ou outro instrumento melódico qualquer. A maneira específica de dedilhar as cordas num violão é chamada popularmente de «mãozada». A mãozada da morna articula um baixo (executado com o polegar, marcando a acentuação do ritmo) com acordes (executados com os outros dedos, quer em harpejo, quer ritmicamente, quer numa combinação dos dois). A morna também pode ser executada ao piano, com a mão esquerda a fornecer o baixo e o acompanhamento, e a mão direita a fornecer o acompanhamento e a melodia.
A composição de um agrupamento para tocar morna não é fixa. Um agrupamento médio pode integrar (para além do violão já referido) um cavaquinho (que executa os acordes ritmicamente), uma viola de dez ou doze cordas (chamada popularmente de «viola» em Cabo Verde), que fornece um suporte harmónico, um instrumento solista para além da voz do cantor, e algum instrumento de percussão. Um agrupamento maior já pode conter ainda mais um violão, um baixo acústico, mais do que um instrumento solista (rabeca, clarinete, trompete, etc.) e vários instrumentos de percussão (chocalho, reco-reco, bongos, etc.).
A partir dos anos 60 do séc. XX, assiste-se à "electrificação" da morna, em que os instrumentos de percussão são substituídos pela bateria, e o jogo de baixo/acompanhamento executados no violão é substituído pelo baixo elétrico e pela guitarra eléctrica. Nos fins dos anos 90, assiste-se a um retorno às raízes, onde interpretações unplugged (acústicas) voltam a ser procuradas.
Na sua forma mais tradicional, a música começa por uma introdução executada pelo instrumento solista (introdução essa, geralmente com a mesma melodia que o refrão), e depois a música estrutura-se numa alternância entre as estrofes principais e o refrão. Aproximadamente depois do meio da música, em vez do refrão cantado, o instrumento solista executa um improviso. Compositores mais recentes, no entanto, nem sempre seguem esta sequência.

## Como dança
Como dança, a morna constitui uma dança de salão, dançada aos pares. Os executantes dançam com um braço a enlaçar o parceiro enquanto que com o outro braço mantêm as mãos dadas. A dança é efectuada imprimindo duas oscilações do corpo, para um lado, num compasso da música, enquanto que no compasso seguinte as oscilações são feitas para o outro lado.

## História
A história da morna pode ser dividida em vários períodos, nem sempre reunindo o consenso entre estudiosos:

### 1.º período: as origens
Não se sabe ao certo quando e onde surgiu a morna. A tradição oral tem como dado assente que a morna surgiu na ilha da Boa Vista, no séc. XVIII, mas não existem registros musicológicos a corroborar isso. Mas a afirmação de Alves dos Reis que durante o séc. XIX, com invasão de polcas, mazurcas, galopes, contradanças e outros géneros musicais em Cabo Verde, a morna não se deixou influenciar, deixa entender que já nessa altura a morna era uma forma musical adulta e acabada.
Mesmo assim, alguns autores fazem remontar a morna a um género musical — o lundum — que teria sido introduzido em Cabo Verde no séc. XVIII. Existe também uma relação entre a morna e outro género musical que já existia nas ilhas, os choros, que são melopeias vocálicas cantadas em certas ocasiões, de que fazem parte as cantigas de trabalho e os choros fúnebres. A morna seria então um cruzamento dos choros com o lundum, com um andamento mais lento e uma estrutura harmónica mais complexa. Alguns autores afirmam que se acelerarmos o andamento de algumas mornas mais antigas da Boa Vista, ou até da morna Força di cretcheu de Eugénio Tavares, obtemos algo muito semelhante ao lundum.
A partir da Boa Vista, essa nova forma musical teria gradualmente passado para as outras ilhas. Nessa altura, a morna ainda não teria a temática romântica que tem hoje, e nem teria o carácter nobilizante que lhe foi conferido depois.
A origem para a palavra «morna» para este género musical é incerta. No entanto existem três teorias, cada uma com os seus defensores e detractores.
Para uns, a palavra deriva do inglês to mourn, que significa lamentar ou chorar os mortos. Para outros, a palavra tem origem no francês morne, que é o nome dado a colinas ou morros nas Antilhas francesas, onde são interpretadas as chansons des mornes. Mas para a maioria, a palavra «morna» corresponderia ao feminino da palavra portuguesa «morno», numa alusão ao carácter suave e dolente da morna.

### 2.º período: Eugénio Tavares
No início do séc. XX, o poeta Eugénio Tavares foi um dos principais responsáveis por conferir à morna o carácter romântico que ela tem até hoje. Na ilha Brava, a morna transformou-se, adquirindo um andamento mais lento que a morna da Boa Vista, e a poesia tornou-se lírica com os temas a incidir sobretudo no amor e em sentimentos provocados por esse mesmo amor.

### 3.º período: B. Leza
Nos anos 30 e 40 a morna adquiriu características especiais em São Vicente. O estilo bravense era muito apreciado e cultivado em todo Cabo Verde nessa altura (há relatos de E. Tavares ter sido recebido em apoteose na ilha de S. Vicente, e os próprios compositores de Barlavento escreviam em crioulo de Sotavento, provavelmente porque a manutenção das vogais átonas nos crioulos de Sotavento conferiam maior musicalidade). Mas características peculiares de S. Vicente, como o cosmopolitismo e a facilidade de ingerência de influências estrangeiras, trouxeram enriquecimentos à morna.
Um dos responsáveis pelo enriquecimento da morna foi o compositor Francisco Xavier da Cruz (mais conhecido por B. Leza) que, sob influência da música brasileira, introduziu os chamados acordes de passagem, popularmente conhecidos por «meio-tom brasileiro» em Cabo Verde. Graças a esses acordes de passagem, a estrutura harmónica da morna não se restringiu aos acordes do ciclo de quintas, mas passou a integrar outros acordes que servem de transição aos acordes principais.
A título de exemplo, uma música numa tonalidade de Dó M podia ser enriquecida da seguinte forma:
| Sequência de acordes de base:        | Sequência de acordes de base: | Sequência de acordes de base: | Sequência de acordes de base: | Sequência de acordes de base: | Sequência de acordes de base: | Sequência de acordes de base: | Sequência de acordes de base: |
| ------------------------------------ | ----------------------------- | ----------------------------- | ----------------------------- | ----------------------------- | ----------------------------- | ----------------------------- | ----------------------------- |
| Dó M                                 | Dó M                          | Fá M                          | Fá M                          | Dó M                          | Dó M                          | Sol 7                         | Sol 7                         |
| Sequência de acordes com meios-tons: |                               |                               |                               |                               |                               |                               |                               |
| Dó M                                 | Dó 7                          | Fá M                          | Fá m 7 5dim                   | Dó M                          | Lá 7                          | Ré m                          | Sol 7                         |

Outro exemplo, mas desta vez com uma tonalidade de Lá m:
| Sequência de acordes de base:        | Sequência de acordes de base: | Sequência de acordes de base: | Sequência de acordes de base: | Sequência de acordes de base: | Sequência de acordes de base: | Sequência de acordes de base: | Sequência de acordes de base: |
| ------------------------------------ | ----------------------------- | ----------------------------- | ----------------------------- | ----------------------------- | ----------------------------- | ----------------------------- | ----------------------------- |
| Lá m                                 | Lá m                          | Ré m                          | Ré m                          | Lá m                          | Lá m                          | Mi 7                          | Mi 7                          |
| Sequência de acordes com meios-tons: |                               |                               |                               |                               |                               |                               |                               |
| Lá m                                 | Lá 7                          | Ré m                          | Sol 7                         | Lá m                          | Fá M                          | Si m 7 5dim                   | Mi 7                          |

Essa introdução dos meios-tons, por mais simples que possa parecer, deixou a sua marca profunda na morna, marca essa que se transmitiu posteriormente à coladeira.
Outra inovação foi o facto de este período coincidir sensivelmente com o movimento literário Claridade, e por conseguinte houve um alargamento na temática, que deixou de incluir essencialmente temas ligados ao Romantismo, para incluir temas mais realistas.

### 4.º período: anos 50 a 70
Neste período, um novo género musical, a coladeira, atinge a sua maturidade, e muitos compositores experimentam essa novidade. De modo que, os anos 50 a 70 não trouxeram grandes inovações em termos de técnicas musicais para a morna, com os compositores compondo na senda de E. Tavares e B. Leza.
No entanto surgiram composições de «subtil traço melódico e sentimental», e se a nível político começam a surgir movimentos de contestação à política colonial portuguesa, na morna isso é feito de uma forma velada, com um alargamento de temas a incluir louvores à terra natal ou a personagens estimadas na terra natal. Na temática também se vai buscar inspiração em músicas vindas de outras paragens (bolero, samba-canção, canção americana, canção francesa, etc.). Nos anos 70 surgiram inclusive composições com carácter de intervenção política.
É também a partir dos anos 60 que se começam a usar instrumentos eléctricos e que se começa a divulgar internacionalmente a morna, quer através de interpretações no estrangeiro, quer através de produção discográfica.

### 5.º período: os anos mais recentes
Os compositores mais recentes aproveitaram-se de maiores liberdades artísticas para conferir à morna características pouco habituais. As mornas mais recentes nem sempre seguem o esquema de ciclo de quintas, há uma grande liberdade na sequência de acordes, as estrofes musicais nem sempre têm um número rígido de versos, na melodia as reminiscências do lundum praticamente desapareceram, e alguns compositores tentam a fusão da morna com outros géneros musicais.

## Variantes da morna

### A morna da Boa Vista
A morna da Boa Vista é a variante mais antiga da morna. Caracteriza-se por ter um andamento mais rápido (andante, ± 96 bpm) e um estilo rubato, por ser estruturalmente mais simples, e por os temas abordarem frequentemente situações jocosas, sátiras ou críticas sociais. A acentuação melódica é muito parecida com o lundum.

### A morna da Brava
A morna da Brava está na origem da variante da morna mais conhecida hoje em dia. Para além de ter um andamento mais lento que a morna da Boa Vista (andamento lento, ± 60 bpm), possui características típicas do Romantismo, como o uso de rimas na poesia, um lirismo acentuado e uma métrica mais rígida. O estilo bravense ainda é bastante cultivado por compositores da Brava e do Fogo.

### A morna de São Vicente
A morna de São Vicente é um sucedâneo da morna da Brava. Ambas possuem o mesmo andamento, mas na morna de São Vicente as sequências de acordes foram enriquecidas com os acordes de passagem. A temática também foi alargada, não incluindo apenas temas românticos, e a poesia não é tão rígida nem faz tanto uso das rimas como na morna bravense.
A partir da morna de S. Vicente, assiste-se por parte de compositores recentes mais criativos a outras variantes da morna que ainda não estão sistematizadas.

## Exemplos de mornas
- «Rabilona», tradicional
interpretada por Teté Alhinho no álbum «Voz» (Universal Music — 2002)
- «Força di cretcheu», de Eugénio Tavares
interpretada por Celina Pereira no álbum «Nos Tradição» (? — 19??)
- «Eclipse», de B. Leza
interpretada por Chico Serra no álbum «Eclipse» (Ed. Sonovox, Lisboa — 1993)
- «Fidju maguadu», de Jorge Monteiro
interpretada por Dany Silva no álbum “Lua Vagabunda” (Ed. Valentim de Carvalho, Lisbon — 1986)
- «Biografia d��� um criol’», de Manuel de Novas
interpretada por Os Tubarões no álbum «Djonsinho Cabral» (Ed. Os Tubarões, Ref. T-003 — 1978)
- «Nha berçu», de Betú
interpretada por Ildo Lobo no álbum «Nôs morna» (Ed. Lusáfrica, — 1996)